# Le Récidiviste
Pour plus de détails, voir Fiche technique et Distribution.
Le Récidiviste (titre original : Straight time) est un film américain réalisé par Ulu Grosbard, sorti en 1978.

## Synopsis
Max Dembo sort de son troisième séjour (long de six ans) en prison ; il est en liberté conditionnelle. Bien persuadé que la seule voie est celle de l'obéissance, il cherche et trouve un logement et un emploi honnête. Mais la suspicion tatillonne du policier chargé de sa surveillance l'envoie une nouvelle fois en prison, sans preuve, à cause d'un ami imprudent. Quand le policier vient le chercher pour le transférer dans un centre de semi-liberté, Dembo, devenu enragé, s'échappe. Il trouve refuge chez la jeune femme qui lui avait procuré du travail et recommence à voler. D'abord, il dévalise un supermarché puis, avec l'aide de son ancien complice maintenant rangé, il attaque une banque avec succès. Le gros coup se présente enfin. Les deux hommes saccagent et pillent une bijouterie : le butin est énorme, mais le troisième larron les abandonnant (celui à cause de qui Max était déjà retourné en prison), la fuite tourne mal. Dembo seul en réchappe, son ami est mort, et il a grièvement blessé un policier. Il va chercher la jeune femme pour quitter l'État avec elle, abat son complice fautif, et prend la route. Mais en chemin, il comprend que tout est perdu, il renvoie la jeune femme chez elle et se dirige, seul, vers le poste-frontière.

## Fiche technique
- Titre : Le Récidiviste
- Titre original : Straight time
- Réalisation : Ulu Grosbard
- Scénario : Alvin Sargent, Edward Bunker, Jeffrey Boam et Michael Mann (non crédité), d'après le roman Aucune bête aussi féroce (No Beast so Fierce), de Edward Bunker
- Photographie : Dick Lawrence
- Montage : Sam O'Steen, Randy Roberts
- Musique : David Shire
- Production : Stanley Beck (en), Tim Zinneman
- Sociétés de production : First Artists, Sweetwall
- Sociétés de distribution : Warner Bros.
- Budget : 4 000 000 $ (estimé)
- Pays de production :  États-Unis
- Langue : Anglais, Espagnol, Cantonais
- Tournage du 9 février 1977 au 14 mars 1977
- Format : Couleur (Technicolor) — 35 mm — 1,85:1 — Son : Mono
- Genre : Film dramatique, Film policier
- Durée : 114 minutes (1 h 54)
- Dates de sortie :
  - États-Unis : 17 mars 1978 (Los Angeles) / 18 mars 1978 (New York)
  - Italie : 21 avril 1978
  - France : 27 septembre 1978

## Distribution
- Dustin Hoffman (VF : Pierre Arditi) : Max Dembo
- Theresa Russell (VF : Annie Balestra) : Jenny Mercer
- Harry Dean Stanton (VF : Claude Joseph) : Jerry Schue
- Gary Busey (VF : Dominique Collignon-Maurin) : Willy Darina
- M. Emmet Walsh (VF : Roger Lumont) : Earl Frank
- Sandy Baron (VF : Sady Rebbot) : Manny
- Kathy Bates (VF : Jeanine Forney) : Selma Darin
- Edward Bunker (VF : Marc de Georgi) : Mickey
- Ronald L. Mellinger (VF : Jacques Ferrière) : le gardien de prison

## À noter
- Dustin Hoffman devait à l'origine être à la fois l'acteur principal et le réalisateur du film. Mais, jugeant trop difficile de se concentrer à la fois sur la mise en scène et sur son travail de comédien, l'acteur laisse finalement le fauteuil de metteur en scène à Ulu Grosbard, peu après le début du tournage. Ce n'est qu'en 2012 que Dustin Hoffman revient à la réalisation, avec Quartet, film dans lequel il ne joue pas[2].
- Le film est adapté d'un roman autobiographique d'Edward Bunker, qui fait également une brève apparition à l'écran.